# Cymothoe collinsi
Cymothoe collinsi är en fjärilsart som beskrevs av D'abrera 1980. Cymothoe collinsi ingår i släktet Cymothoe och familjen praktfjärilar. Inga underarter finns listade i Catalogue of Life.